# WOMAN -Love Song Covers-
『Woman -Love Song Covers-』（ウーマン ラブ・ソング・カバーズ）は、Ms.OOJAの1枚目のカバーアルバム。2012年11月7日発売。

## 解説
それまでのシングルのC/W曲にはカバー曲を1曲ずつ収めてきたMs.OOJAだが、カバー曲のみが収録された初めてのカバーアルバムとなる。
Ms.OOJAがインディーズ時代からライフワークとしてきた名曲カバーの中から、女性ボーカリストにフォーカスしてアルバムが制作された。
アルバムリリースにあたって各収録楽曲には、人気雑誌の専属モデル、女優、読者モデルなどを13名起用し、すっぴんで泣くシーンを撮影した"13人泣きビデオ"と呼ばれるビデオが作られた。
先行カバーシングルとして『ギブス/見上げてごらん夜の星を』が10月17日にリリースされた。「ギブス」はテレビ東京系音楽情報番組「流派-R」エンディングテーマに使用された。楽曲はミュージックビデオが制作され、向山志穂、武子直輝等が出演した。
「Story」の原曲を歌ったAIとは、Ms.OOJAがクラブシーンで活動していた頃からの仲で、AIが桑名市のクラブ「センチュリオン」でライブをしたときにMs.OOJAが前座を務めたこともあった。
「会いたい」は、EL LATINOによるRapパートを加えたカバーがインディーズアルバム『Ms.OOJA』（2010年）で発表され、その後に発売されたメジャー1枚目のシングル『It's OK』（2011年）のC/W曲として収録されたが、本作アルバム制作に当たってはソロでアレンジも新たに録音された。
ボーナス・トラックとして、5枚目のシングル「Be...」のセルフカバー「Be...(Stardust Version)」が収録された。ストリングスを加えた新しいアレンジとなっている。「Be...」のセルフカバーは、2014年「Woman2 -Love Song Covers-にアコースティック一発録りによる「Be...(Teardrop Version)」、 2016年「Ms.OOJA The Best「あなたの主題歌」」に黒沢薫とのデュエットによる「Be... duet with 黒沢薫」も制作された。

## 収録曲
| 全編曲: BU-NI（プロデュース）、DAiZY CHAiN（コーラスアレンジ）。 |                                                |                  |                                       |       |
| #                                                                | タイトル                                       | 作詞             | 作曲                                  | 時間  |
| 1.                                                               | 「ギブス」(椎名林檎の楽曲)                     | 椎名林檎         | 椎名林檎                              | 5:45  |
| 2.                                                               | 「First Love」(宇多田ヒカルの楽曲)             | 宇多田ヒカル     | 宇多田ヒカル                          | 4:27  |
| 3.                                                               | 「Let Go」(m-floの楽曲)                        | m-flo、Yohika    | m-flo、Yoshika                        | 5:39  |
| 4.                                                               | 「月光」(鬼束ちひろの楽曲)                     | 鬼束ちひろ       | 鬼束ちひろ                            | 4:51  |
| 5.                                                               | 「やさしいキスをして」(Dreams Come Trueの楽曲) | 吉田美和         | 中村正人                              | 3:36  |
| 6.                                                               | 「Raining」(Coccoの楽曲)                       | こっこ           | こっこ                                | 4:39  |
| 7.                                                               | 「雪の華」(中島美嘉の楽曲)                     | Satomi           | 松本良喜                              | 5:27  |
| 8.                                                               | 「Be Alive」(小柳ゆきの楽曲)                   | 小柳ゆき、樋口侑 | 原一博                                | 5:14  |
| 9.                                                               | 「Tears」(Fayrayの楽曲)                        | Fayray           | Fayray                                | 4:45  |
| 10.                                                              | 「この夜を止めてよ」(JUJUの楽曲)               | 松尾潔           | 松本俊明                              | 4:47  |
| 11.                                                              | 「Story」(AIの楽曲)                            | AI               | 2 SOUL                                | 4:28  |
| 12.                                                              | 「会いたい」(沢田知可子の楽曲)                 | 沢ちひろ         | 財津和夫                              | 3:42  |
| 13.                                                              | 「Be...(Stardust Version)」(Bonus Track)       | Ms.OOJA          | Ms.OOJA、Alex Geringas、her0ism、TAZZ | 4:54  |
| 合計時間:                                                        | 合計時間:                                      | 合計時間:        | 合計時間:                             | 62:20 |

## ミュージックビデオ
| 曲名               | ミュージックビデオ                                  |
| ------------------ | --------------------------------------------------- |
| ギブス             | Ms.OOJA「ギブス」 - YouTube                         |
| ギブス             | Ms.OOJA「ギブス」(谷川りさこ) - YouTube             |
| First Love         | Ms.OOJA「First Love」(Short Ver.) - YouTube         |
| First Love         | Ms.OOJA「First Love」(Live Ver.) - YouTube          |
| First Love         | Ms.OOJA「First Love」(安岡あゆみ) - YouTube         |
| Let Go             | Ms.OOJA「Let Go」(田中絵莉香) - YouTube             |
| 月光               | Ms.OOJA「月光」(高橋茉莉) - YouTube                 |
| やさしいキスをして | Ms.OOJA「やさしいキスをして」(杉山佳那恵) - YouTube |
| Raining            | Ms.OOJA「Raining」(清水美里) - YouTube              |
| 雪の華             | Ms.OOJA「雪の華」(坂本美穂) - YouTube               |
| Be Alive           | Ms.OOJA「Be Alive」(蓮菜貴子) - YouTube             |
| Tears              | Ms.OOJA「Tears」(久松郁実) - YouTube                |
| この夜を止めてよ   | Ms.OOJA「この夜を止めてよ」(藤本奈月) - YouTube     |
| Story              | Ms.OOJA「Story」(木村百恵) - YouTube                |
| 会いたい           | Ms.OOJA「会いたい」(立花亜野芽) - YouTube           |
| Be...              | Ms.OOJA「Be...」(吉田桂子) - YouTube                |

## タイアップ
| 曲名   | タイアップ                               |
| ------ | ---------------------------------------- |
| ギブス | テレビ東京系「流派-R」エンディングテーマ |

## チャート
| チャート(2012)                  | 最高位 |
| ------------------------------- | ------ |
| Oricon 週間CDアルバムランキング | 10     |